# غريغ دريلينغ
غريغ دريلينغ (بالإنجليزية: Greg Dreiling)‏ مواليد 7 نوفمبر 1962 في ويتشيتا، هو لاعب كرة سلة أمريكي سابق بدأ مسيرته الاحترافية في سنة 1986. تم اختياره من قبل فريق إنديانا بايسرز خلال الدرافت. يبلغ طوله 7 قدم 1 بوصة (2.2 م). حقق المركز الثاني في الألعاب الجامعية الصيفية 1985. اعتزل اللعب في 1998.

## المسيرة الاحترافية
لعب مع إنديانا بايسرز من سنة 1986 إلى 1993، ثم لعب مع دالاس مافيريكس في موسم 1993–1994، ثم لعب مع كليفلاند كافالييرز في موسم 1994–1995، ثم لعب مع دالاس مافيريكس في موسم 1996–1997.

## الميداليات
| الميدالية | المسابقة                      |
| --------- | ----------------------------- |
| فضية      | الألعاب الجامعية الصيفية 1985 |

## روابط خارجية
- غريغ دريلينغ على موقع إن بي أي (الإنجليزية)
- غريغ دريلينغ على موقع سبورتس رفرنس (الإنجليزية)
- غريغ دريلينغ على موقع كرة السلة الأوروبية.كوم (الإنجليزية)
- غريغ دريلينغ على موقع كلية كرة السلة في سبورتس رفرنس.كوم (الإنجليزية)
- غريغ دريلينغ على موقع ريلجم (الإنجليزية)
- غريغ دريلينغ على موقع بروبوليرز (الإنجليزية)